# Siger
Siger est une holding appartenant à Mohammed VI, le roi du Maroc. Son anagramme (inversion des lettres) signifie le terme Roi (Regis) en latin. 
Fondée en 2002, Siger a des participations dans Al Mada (ex-SNI: la Société Nationale d’investissement) et dans Les Domaines agricoles. La société est dirigée depuis sa création par Mounir Majidi, secrétaire personnel du monarque alaouite. 

Hassan Bouhemou et Driss Jettou figurent parmi les anciens PDG de Siger.

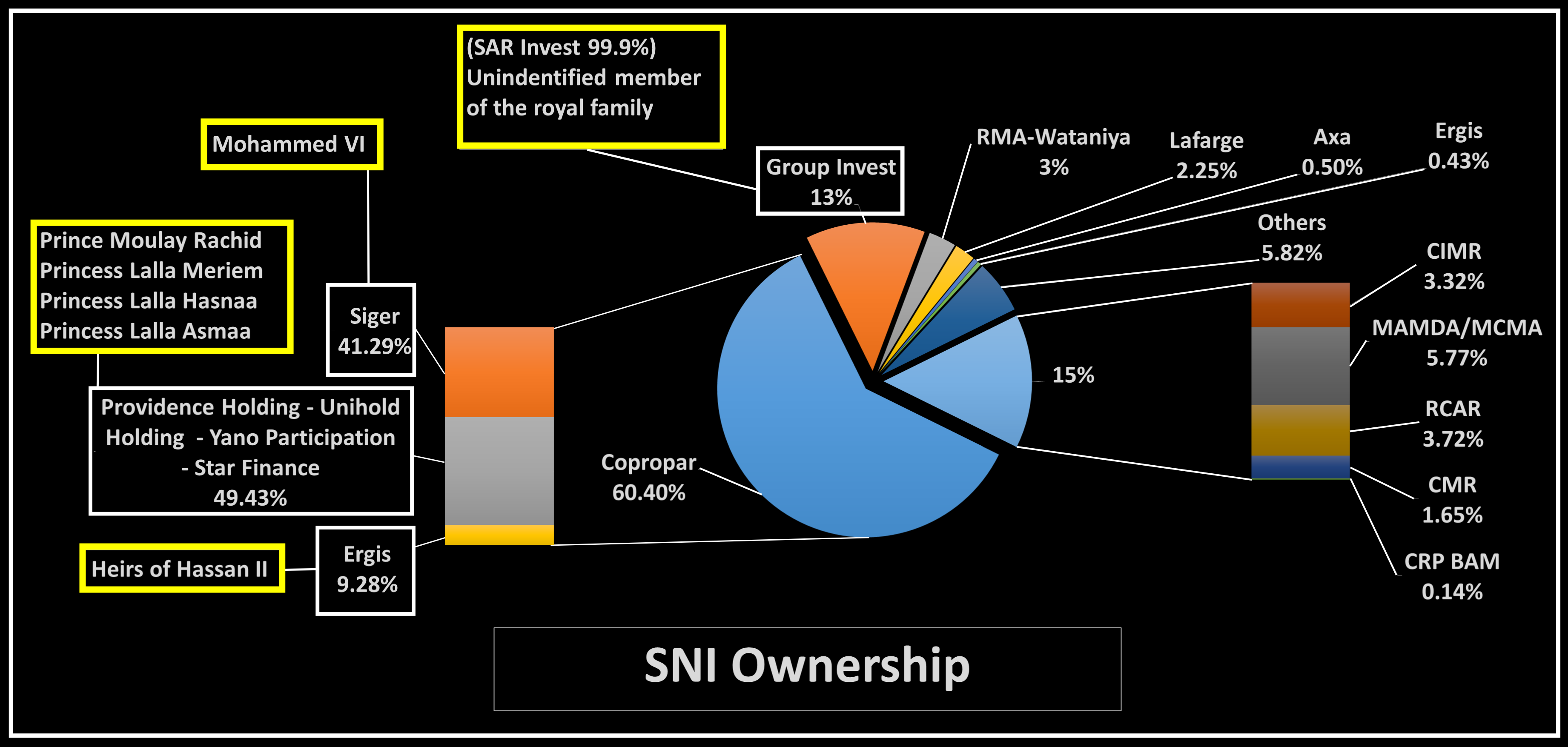
Détail de la propriété de la Société Nationale d’Investissement (SNI) en juin 2013, à partir des informations de Telquel et de la CDVM.

## Principales filiales
- Al Mada (ex-SNI)
- Les Domaines agricoles
- Primarios[5], société chargée, entre autres, de l'ameublement et de l'entretien des palais et résidences royales